# Fio.PSD
La fio.PSD, Federazione Italiana degli Organismi per le Persone Senza Dimora, è un'associazione nazionale che raggruppa enti pubblici e del privato sociale che si occupano di offrire servizi alle persone senza dimora.

## Le origini
Nel 1983 sorse, con sede a Brescia, un coordinamento spontaneo di organismi che si occupavano a diverso titolo di offrire servizi nell'ambito della grave emarginazione degli adulti. Da quella esperienza di coordinamento nacque l'esigenza di allargare l'esperienza di confronto e di riflessione sul tema anche ad altri territori. 
L'organizzazione di un convegno tenutosi sul tema Emarginazione ed Accoglienza nel 1985 presso il comune di Brescia, promosso in collaborazione con la locale Caritas diocesana, riscosse un successo di partecipazione tale da suscitare in molti partecipanti il desiderio di organizzare un collegamento più stabile e formalizzato.
Dopo un anno di gestazione, nel 1986, nacque il Coordinamento del nord-Italia al quale aderirono 42 organismi, sia pubblici che privati.
A seguito di un'intensa attività di confronto e di riflessione e di contatti con organizzazioni del centro-sud Italia nel 1990 nacque la fio.PSD. La prima assemblea dei soci si tiene a Brescia il 1 dicembre 1990.

## La Federazione
Aderiscono alla fio.PSD Enti e/o Organismi, appartenenti sia alla pubblica amministrazione sia al privato sociale, che si occupano di grave emarginazione adulta e di persone senza dimora.
Il modello organizzativo della fio.PSD comprende un livello politico-rappresentativo, che esiste ed opera su mandato elettivo dell’Assemblea dei Soci, composto dal Presidente, dal Comitato di Presidenza e dal Consiglio Direttivo, e un livello tecnico-operativo garantito dalla Segreteria Nazionale fio.PSD che coordina e realizza il programma di lavoro.
L’Assemblea dei Soci, che si riunisce almeno due volte l’anno, definisce e approva le linee del piano di lavoro e ne verifica i risultati; il Presidente, il Comitato esecutivo e il Consiglio direttivo lo rendono esecutivo attraverso la Segreteria Nazionale, la collaborazione di professionisti e i referenti locali Soci fio.PSD che di volta in volta si rendono disponibili sulla base delle esigenze e delle competenze necessarie.
La partecipazione degli iscritti alla vita associativa è garantita da una serie di strumenti e di opportunità: la Segreteria Nazionale; l’organizzazione di almeno due Assemblee all’anno durante le quali vengono impostati e/o verificati i programmi di lavoro in corso e quelli futuri; l’organizzazione di almeno un convegno o seminario annuale di approfondimento; la pubblicazione di bollettini, riviste e studi sul tema della grave emarginazione e delle persone senza dimora, sulle metodologie di intervento, sulle iniziative operative dei soci; il sito Web
Gli ambiti nei quali la fio.PSD è impegnata si possono ricondurre a tre aree:
- la comprensione del fenomeno della grave emarginazione adulta;
- lo studio e la promozione di strategie e metodologie di intervento per contrastare la grave emarginazione adulta;
- la sensibilizzazione e la promozione dei diritti delle persone adulte gravemente emarginate

Nel 2014 la Federazione dà vita al Network Housing First Italia, al fine di diffondere una nuova cultura per un abitare sociale, sostenibile ed inclusivo rivolto a superare il problema dell’homelessness attraverso soluzioni innovative e sperimentali che utilizzano i principi dell’Housing First.
Nel 2016 lancia #HomelessZero, una campagna di sensibilizzazione patrocinata dal Ministero del Lavoro e delle Politiche Sociali per la realizzazione di misure e interventi contenuti nelle Linee di Indirizzo per il Contrasto alla Grave Emarginazione Adulta in Italia; hanno contribuito a promuovere la campagna alcuni attori internazionali (Richard Gere, Susan Sarandon e Iain Glen) e italiani (Carmine Recano - Chiara Francini - Claudio Santamaria - Cristiana Dell'Anna - Emilio Solfrizzi - Enrico Brignano - Fabio De Luigi - Fabio Troiano - Filippo Nigro - Giuseppe Battiston - Maria Grazia Cucinotta - Matilda De Angelis - Matteo Branciamore - Nicolas Vaporidis - Noemi - Primo Reggiani - Sabrina Impacciatore - Salvatore Esposito) con la realizzazione di alcuni spot.

## La mission
La federazione si propone di:
- coordinare le realtà pubbliche e del privato sociale operanti nell'ambito della grave emarginazione adulta, con particolare riguardo alla promozione di interventi integrati e volti alla promozione sociale ed all'inclusione dei soggetti esclusi;
- sollecitare l'attenzione sul tema della grave emarginazione e delle persone senza dimora allo scopo di promuovere maggior consapevolezza sulla presenza, diffusione ed intensità del fenomeno a livello locale e nazionale;
- promuovere momenti di studio, ricerca e di confronto allo scopo di diffondere una migliore comprensione del fenomeno utile all'elaborazione di interventi e di politiche di contrasto dell'esclusione sociale;
- favorire lo scambio delle esperienze tra i soggetti operanti per favorire la diffusione di buone prassi di intervento nell'ambito dell'emarginazione adulta.

## La vision
Come espresso dalla Carta dei Valori e dei Principi, fio.PSD, 
 (art. 2 comma 6 dello Statuto).
Pertanto rifugge l'idea, spesso ben radicata nel retaggio comune, che alla base delle vicende personali si possa individuare un "nucleo di scelta" della persona che si abbandona alla condizione di emarginazione. 
La grave emarginazione, piuttosto, 
 (Art. 2 comma 5 dello Statuto). 
In base all'esperienza molto consolidata degli organismi associati, la fio.PSD, non crede nella cronicità del disagio "e ritiene ogni persona senza dimora, nel rispetto dei modi e dei tempi adeguati alle proprie necessità, se adeguatamente sostenuta, capace di evolvere dalla propria condizione e di esprimere una propria progettualità di vita significativa ed alternativa alla marginalità" (Art. 2 comma 7 dello Statuto).

## Il fenomeno
Il disagio che coinvolge le persone senza dimora è caratterizzato dalla presenza di diversi fattori che si integrano e si auto alimentano.
È anzitutto un disagio multidimensionale, ovvero che prevede la "presenza contemporanea di problemi e bisogni diversi" che sono tra loro senza un nesso di causalità.
In secondo luogo, esso è caratterizzato da una progressione che nel tempo acuisce il disagio vissuto dalla persona tale da renderla non più in grado, da sola, di contrastare efficacemente il processo di esclusione in atto.
Le persone inoltre tendono ad allontanarsi dai servizi poiché vi faticano a trovare risposte ritenute idonee. Ciò si realizza sia per l'elevata barriera d'accesso ai servizi percepita dai soggetti in relazione alla propria condizione, che per la difficoltà dei servizi stessi a riconoscere la persona come un possibile destinatario di attenzione e di cure.
Da ultimo, la persona senza dimora si presenta particolarmente povera di relazioni significative e, a seconda del grado d'intensità del disagio, progressivamente meno idonea a strutturare e mantenere relazioni significative, sino al punto d'apparire caratterizzata da comportamenti anti-sociali.

## Il termine "persona senza dimora"
fio.PSD con questo termine intende porre l'attenzione su un disagio che, pur essendo apparentemente contraddistinto da elementi immediatamente caratterizzati dalla condizione di estremo bisogno materiale, non si esaurisce esclusivamente in questa, ma coinvolge tutto il complesso e tutte le dimensioni della persona.
Con questo termine non si intende alludere alla mancanza della casa (senzatetto), né alla condizione di stabilità (senza fissa dimora) della medesima, ma al disagio di una persona che ha perso in modo significativo un insieme di relazioni (sociali e territoriali) tali da condurla in una condizione di disagio e di bisogno estremo.
La dimora, infatti, è più dell'abitazione in cui si vive: è il luogo nel quale avvengono le relazioni di auto e mutuo riconoscimento, nel quale si sviluppano le relazioni più profonde; nella dimora ci si sente protetti, inseriti in uno spazio proprio, privato, personale, uno spazio nel quale si riescono ad esprimere anche quelle dimensioni che non vengono e non possono esprimersi in pubblico.
Le persone senza dimora non hanno questo spazio proprio, appaiono senza spazio, o meglio, in uno spazio ed in un tempo diversi da quelli del comune sentire. Vivono nello spazio pubblico in modo indifferenziato ed anonimo.
Il termine "senza fissa dimora" è presente nella legislazione italiana in relazione alla questione anagrafica (si veda la L 1228/54 ed il DPR 223/89). L'evidente nesso tra la questione anagrafica e la condizione di disagio vissuta dalle persone senza dimora ha fatto sì che nel tempo s'identificasse il disagio con uno dei fenomeni che ad esso frequentemente si associano (la mancanza di una residenza).